# Campeonato Mundial de Voleibol Femenino Sub-20 de 2007
El XIV Campeonato Mundial de Voleibol Femenino Sub-20 se celebró en Tailandia del 20 al 27 de julio de 2007. Fue organizado por la Federación Internacional de Voleibol. El campeonato se jugó en la subsede de Nakhon Ratchasima.

## Proceso de Clasificación
| Confederación | Método de Clasificación                                     | Fecha                                  | Lugar                         | Vacantes | Equipo                                              |
| ------------- | ----------------------------------------------------------- | -------------------------------------- | ----------------------------- | -------- | --------------------------------------------------- |
| FIVB          | Sede                                                        | 21 de mayo de 2007                     | Lausana, Suiza                | 1        | Tailandia                                           |
| AVC           | Campeonato Asiático de Voleibol Femenino Sub-20 de 2006     | 01-9 de octubre de 2006                | Nakhon Ratchasima, Tailandia  | 2        | China Japón                                         |
| CAVB          | Campeonato Africano de Voleibol Femenino Sub-20 de 2006     | 16-20 de septiembre de 2006            | Alejandría, Egipto            | 1        | Egipto                                              |
| CEV           | Campeonato Europeo de Voleibol Femenino Sub-20 de 2006      | 26 de agosto - 3 de septiembre de 2006 | Saint-Dié-des-Vosges, Francia | 3        | Italia · Croacia · Ucrania                          |
| CSV           | Campeonato Sudamericano de Voleibol Femenino Sub-20 de 2006 | 11-15 de octubre de 2006               | Caracas, Venezuela            | 1        | Brasil                                              |
| NORCECA       | Campeonato NORCECA de Voleibol Femenino Sub-20 de 2006      | 08-13 de agosto de 2006                | Monterrey, México             | 3        | Estados Unidos · República Dominicana · Puerto Rico |
| CEV           | Invitación                                                  | 21 de mayo de 2007                     | Lausana, Suiza                | 1        | Alemania                                            |

## Equipos participantes
| Grupo A              | Grupo B     |
| -------------------- | ----------- |
| Tailandia            | Brasil      |
| China                | Italia      |
| Estados Unidos       | Japón       |
| Egipto               | Puerto Rico |
| República Dominicana | Croacia     |
| Alemania             | Ucrania     |

## Primera fase

### Grupo A

#### Clasificación
| Pos | Equipo               | PJ | PG | PP | SF | SC | PTS |
| --- | -------------------- | -- | -- | -- | -- | -- | --- |
| 1   | China                | 5  | 4  | 1  | 13 | 4  | 9   |
| 2   | Estados Unidos       | 5  | 4  | 1  | 13 | 4  | 9   |
| 3   | Alemania             | 5  | 3  | 2  | 11 | 7  | 8   |
| 4   | Tailandia            | 5  | 3  | 2  | 9  | 7  | 8   |
| 5   | República Dominicana | 5  | 1  | 4  | 3  | 13 | 6   |
| 6   | Egipto               | 5  | 0  | 5  | 1  | 15 | 5   |

#### Resultados
| Fecha    | Encuentro                             | Resultado | Set   | Set   | Set   | Set   | Set | Puntuación total | Reporte |
| Fecha    | Encuentro                             | Resultado | 1     | 2     | 3     | 4     | 5   | Puntuación total | Reporte |
| -------- | ------------------------------------- | --------- | ----- | ----- | ----- | ----- | --- | ---------------- | ------- |
| 20-07-07 | Alemania - Estados Unidos             | 3-1       | 27-25 | 14-25 | 25-18 | 25-21 |     | 91-89            | P2 P3   |
| 20-07-07 | Egipto - Tailandia                    | 0-3       | 18-25 | 23-25 | 12-25 |       |     | 53-75            | P2 P3   |
| 20-07-07 | República Dominicana - China          | 0-3       | 08-25 | 08-25 | 13-25 |       |     | 29-75            | P2 P3   |
| 21-07-07 | Estados Unidos - Egipto               | 3-0       | 32-30 | 25-12 | 25-23 |       |     | 82-65            | P2 P3   |
| 21-07-07 | Alemania - República Dominicana       | 3-0       | 25-12 | 25-21 | 25-21 |       |     | 75-54            | P2 P3   |
| 21-07-07 | Tailandia - China                     | 0-3       | 16-25 | 23-25 | 18-25 |       |     | 57-75            | P2 P3   |
| 22-07-07 | Egipto - República Dominicana         | 1-3       | 22-25 | 18-25 | 25-23 | 22-25 |     | 87-98            | P2 P3   |
| 22-07-07 | Tailandia - Estados Unidos            | 0-3       | 20-25 | 18-25 | 19-25 |       |     | 57-75            | P2 P3   |
| 22-07-07 | Alemania - China                      | 1-3       | 21-25 | 22-25 | 25-23 | 16-25 |     | 84-98            | P2 P3   |
| 23-07-07 | Egipto - China                        | 0-3       | 18-25 | 14-25 | 10-25 |       |     | 42-75            | P2 P3   |
| 23-07-07 | Alemania - Tailandia                  | 1-3       | 25-20 | 23-25 | 22-25 | 19-25 |     | 89-95            | P2 P3   |
| 23-07-07 | República Dominicana - Estados Unidos | 0-3       | 16-25 | 11-25 | 12-25 |       |     | 39-75            | P2 P3   |
| 24-07-07 | Egipto - Alemania                     | 0-3       | 12-25 | 12-25 | 13-25 |       |     | 37-75            | P2 P3   |
| 24-07-07 | República Dominicana - Tailandia      | 0-3       | 24-26 | 15-25 | 06-25 |       |     | 45-76            | P2 P3   |
| 24-07-07 | China - Estados Unidos                | 1-3       | 22-25 | 22-25 | 25-23 | 21-25 |     | 80-98            | P2 P3   |

### Grupo B

#### Clasificación
| Pos | Equipo      | PJ | PG | PP | SF | SC | PTS |
| --- | ----------- | -- | -- | -- | -- | -- | --- |
| 1   | Brasil      | 5  | 5  | 0  | 15 | 2  | 10  |
| 2   | Japón       | 5  | 4  | 1  | 12 | 10 | 9   |
| 3   | Ucrania     | 5  | 3  | 2  | 12 | 10 | 8   |
| 4   | Italia      | 5  | 2  | 3  | 10 | 10 | 7   |
| 5   | Croacia     | 5  | 1  | 4  | 8  | 14 | 6   |
| 6   | Puerto Rico | 5  | 0  | 5  | 4  | 15 | 5   |

#### Resultados
| Fecha    | Encuentro             | Resultado | Set   | Set   | Set   | Set   | Set   | Puntuación total | Reporte |
| Fecha    | Encuentro             | Resultado | 1     | 2     | 3     | 4     | 5     | Puntuación total | Reporte |
| -------- | --------------------- | --------- | ----- | ----- | ----- | ----- | ----- | ---------------- | ------- |
| 20-07-07 | Japón - Ucrania       | 3-2       | 25-23 | 25-19 | 17-25 | 20-25 | 16-14 | 103-106          | P2 P3   |
| 20-07-07 | Croacia - Brasil      | 1-3       | 20-25 | 25-17 | 17-25 | 12-25 |       | 74-92            | P2 P3   |
| 20-07-07 | Puerto Rico - Italia  | 1-3       | 25-22 | 16-25 | 20-25 | 16-25 |       | 77-97            | P2 P3   |
| 21-07-07 | Japón - Brasil        | 0-3       | 16-25 | 19-25 | 13-25 |       |       | 48-75            | P2 P3   |
| 21-07-07 | Ucrania - Puerto Rico | 3-0       | 25-21 | 25-21 | 25-22 |       |       | 75-64            | P2 P3   |
| 21-07-07 | Croacia - Italia      | 0-3       | 24-26 | 23-25 | 21-25 |       |       | 68-76            | P2 P3   |
| 22-07-07 | Ucrania - Brasil      | 1-3       | 20-25 | 25-19 | 18-25 | 19-25 |       | 82-94            | P2 P3   |
| 22-07-07 | Italia - Japón        | 2-3       | 25-27 | 25-22 | 23-25 | 25-16 | 09-15 | 107-105          | P2 P3   |
| 22-07-07 | Puerto Rico - Croacia | 2-3       | 21-25 | 22-25 | 25-22 | 25-20 | 11-15 | 104-107          | P2 P3   |
| 23-07-07 | Puerto Rico - Japón   | 1-3       | 21-25 | 25-23 | 13-25 | 18-25 |       | 77-98            | P2 P3   |
| 23-07-07 | Croacia - Ucrania     | 2-3       | 25-16 | 16-25 | 25-21 | 16-25 | 15-17 | 97-104           | P2 P3   |
| 23-07-07 | Italia - Brasil       | 0-3       | 14-25 | 19-25 | 13-25 |       |       | 46-75            | P2 P3   |
| 24-07-07 | Croacia - Japón       | 2-3       | 21-25 | 25-19 | 25-19 | 28-30 | 06-15 | 105-108          | P2 P3   |
| 24-07-07 | Puerto Rico - Brasil  | 0-3       | 17-25 | 10-25 | 17-25 |       |       | 44-75            | P2 P3   |
| 24-07-07 | Italia - Ucrania      | 2-3       | 25-20 | 18-25 | 25-10 | 25-27 | 11-15 | 104-97           | P2 P3   |

## Fase final

### Final 9° y 11º puesto
|  | Semifinales     | Semifinales |   |                 | 9º puesto   | 9º puesto |  |
|  |                 |             |   |                 |             |           |  |
|  |                 |             |   |                 |             |           |  |
|  |                 |             |   |                 |             |           |  |
|  | Puerto Rico     | 3           |   |                 |             |           |  |
|  | Rep. Dominicana | 0           |   |                 |             |           |  |
|  |                 |             |   |                 |             |           |  |
|  |                 |             |   |                 |             |           |  |
|  |                 |             |   |                 | Puerto Rico | 3         |  |
|  |                 | Croacia     | 1 |                 |             |           |  |
|  |                 |             |   |                 |             |           |  |
|  |                 |             |   |                 |             |           |  |
|  |                 |             |   |                 | 11º puesto  |           |  |
|  |                 |             |   |                 |             |           |  |
|  | Croacia         | 3           |   | Rep. Dominicana | 3           |           |  |
|  | Egipto          | 0           |   |                 | Egipto      | 0         |  |

### Clasificación 9°-12°
| Fecha    | Encuentro                          | Resultado | Set   | Set   | Set   | Set | Set | Puntuación total | Reporte |
| Fecha    | Encuentro                          | Resultado | 1     | 2     | 3     | 4   | 5   | Puntuación total | Reporte |
| -------- | ---------------------------------- | --------- | ----- | ----- | ----- | --- | --- | ---------------- | ------- |
| 11-07-09 | Puerto Rico - República Dominicana | 3-0       | 25-15 | 25-18 | 25-18 |     |     | 75-51            | P2 P3   |
| 11-07-09 | Croacia - Egipto                   | 3-0       | 25-19 | 25-11 | 25-12 |     |     | 75-42            | P2 P3   |

### Clasificación 11°
| Fecha    | Encuentro                     | Resultado | Set   | Set   | Set   | Set | Set | Puntuación total | Reporte |
| Fecha    | Encuentro                     | Resultado | 1     | 2     | 3     | 4   | 5   | Puntuación total | Reporte |
| -------- | ----------------------------- | --------- | ----- | ----- | ----- | --- | --- | ---------------- | ------- |
| 12-07-09 | República Dominicana - Egipto | 3-0       | 25-15 | 25-21 | 25-11 |     |     | 75-47            | P2 P3   |

### Clasificación 9°
| Fecha    | Encuentro             | Resultado | Set   | Set   | Set   | Set   | Set | Puntuación total | Reporte |
| Fecha    | Encuentro             | Resultado | 1     | 2     | 3     | 4     | 5   | Puntuación total | Reporte |
| -------- | --------------------- | --------- | ----- | ----- | ----- | ----- | --- | ---------------- | ------- |
| 12-07-09 | Croacia - Puerto Rico | 1-3       | 29-27 | 19-25 | 24-26 | 17-25 |     | 89-103           | P2 P3   |

### Final 5° y 7º puesto
|  | Semifinales | Semifinales |   |          | 5º puesto | 5º puesto |  |
|  |             |             |   |          |           |           |  |
|  |             |             |   |          |           |           |  |
|  |             |             |   |          |           |           |  |
|  | Italia      | 3           |   |          |           |           |  |
|  | Alemania    | 0           |   |          |           |           |  |
|  |             |             |   |          |           |           |  |
|  |             |             |   |          |           |           |  |
|  |             |             |   |          | Italia    | 3         |  |
|  |             | Ucrania     | 1 |          |           |           |  |
|  |             |             |   |          |           |           |  |
|  |             |             |   |          |           |           |  |
|  |             |             |   |          | 7º puesto |           |  |
|  |             |             |   |          |           |           |  |
|  | Tailandia   | 0           |   | Alemania | 3         |           |  |
|  | Ucrania     | 3           |   |          | Tailandia | 1         |  |

### Clasificación 5°-8°
| Fecha    | Encuentro           | Resultado | Set   | Set   | Set   | Set | Set | Puntuación total | Reporte |
| Fecha    | Encuentro           | Resultado | 1     | 2     | 3     | 4   | 5   | Puntuación total | Reporte |
| -------- | ------------------- | --------- | ----- | ----- | ----- | --- | --- | ---------------- | ------- |
| 11-07-09 | Italia - Alemania   | 3-0       | 25-14 | 25-21 | 25-21 |     |     | 75-56            | P2 P3   |
| 11-07-09 | Tailandia - Ucrania | 0-3       | 14-25 | 23-25 | 17-25 |     |     | 54-75            | P2 P3   |

### Clasificación 7°
| Fecha    | Encuentro            | Resultado | Set   | Set   | Set   | Set   | Set | Puntuación total | Reporte |
| Fecha    | Encuentro            | Resultado | 1     | 2     | 3     | 4     | 5   | Puntuación total | Reporte |
| -------- | -------------------- | --------- | ----- | ----- | ----- | ----- | --- | ---------------- | ------- |
| 12-07-09 | Alemania - Tailandia | 3-1       | 27-25 | 25-10 | 22-25 | 25-23 |     | 99-83            | P2 P3   |

### Clasificación 5°
| Fecha    | Encuentro        | Resultado | Set   | Set   | Set   | Set   | Set | Puntuación total | Reporte |
| Fecha    | Encuentro        | Resultado | 1     | 2     | 3     | 4     | 5   | Puntuación total | Reporte |
| -------- | ---------------- | --------- | ----- | ----- | ----- | ----- | --- | ---------------- | ------- |
| 12-07-09 | Ucrania - Italia | 1-3       | 25-18 | 21-25 | 17-25 | 22-25 |     | 85-93            | P2 P3   |

### Final 1° y 3º puesto
|  | Semifinales    | Semifinales |   |       | 1º puesto      | 1º puesto |  |
|  |                |             |   |       |                |           |  |
|  |                |             |   |       |                |           |  |
|  |                |             |   |       |                |           |  |
|  | China          | 3           |   |       |                |           |  |
|  | Japón          | 0           |   |       |                |           |  |
|  |                |             |   |       |                |           |  |
|  |                |             |   |       |                |           |  |
|  |                |             |   |       | China          | 1         |  |
|  |                | Brasil      | 3 |       |                |           |  |
|  |                |             |   |       |                |           |  |
|  |                |             |   |       |                |           |  |
|  |                |             |   |       | 3º puesto      |           |  |
|  |                |             |   |       |                |           |  |
|  | Estados Unidos | 0           |   | Japón | 3              |           |  |
|  | Brasil         | 3           |   |       | Estados Unidos | 2         |  |

### Clasificación 1°-4°
| Fecha    | Encuentro               | Resultado | Set   | Set   | Set   | Set | Set | Puntuación total | Reporte |
| Fecha    | Encuentro               | Resultado | 1     | 2     | 3     | 4   | 5   | Puntuación total | Reporte |
| -------- | ----------------------- | --------- | ----- | ----- | ----- | --- | --- | ---------------- | ------- |
| 11-07-09 | China - Japón           | 3-0       | 25-21 | 25-15 | 25-15 |     |     | 75-51            | P2 P3   |
| 11-07-09 | Estados Unidos - Brasil | 0-3       | 14-25 | 19-25 | 15-25 |     |     | 48-75            | P2 P3   |

### Clasificación 3°
| Fecha    | Encuentro              | Resultado | Set   | Set   | Set   | Set   | Set   | Puntuación total | Reporte |
| Fecha    | Encuentro              | Resultado | 1     | 2     | 3     | 4     | 5     | Puntuación total | Reporte |
| -------- | ---------------------- | --------- | ----- | ----- | ----- | ----- | ----- | ---------------- | ------- |
| 12-07-09 | Estados Unidos - Japón | 2-3       | 16-25 | 25-14 | 17-25 | 25-20 | 23-25 | 106-109          | P2 P3   |

### Clasificación 1°
| Fecha    | Encuentro      | Resultado | Set   | Set   | Set   | Set   | Set | Puntuación total | Reporte |
| Fecha    | Encuentro      | Resultado | 1     | 2     | 3     | 4     | 5   | Puntuación total | Reporte |
| -------- | -------------- | --------- | ----- | ----- | ----- | ----- | --- | ---------------- | ------- |
| 12-07-09 | Brasil - China | 3-1       | 25-22 | 24-26 | 26-24 | 25-14 |     | 100-86           | P2 P3   |

## Podio
| Brasil    |
| 6º Título |
| Brasil    |

## Clasificación general
| Pos | Equipo               |
| --- | -------------------- |
| 1   | Brasil               |
| 2   | China                |
| 3   | Japón                |
| 4   | Estados Unidos       |
| 5   | Italia               |
| 6   | Ucrania              |
| 7   | Alemania             |
| 8   | Tailandia            |
| 9   | Puerto Rico          |
| 10  | Croacia              |
| 11  | República Dominicana |
| 12  | Egipto               |

## Distinciones individuales
| - Most Valuable Player - Natalia Pereira (BRA) - Mejor Anotadora - Natalia Pereira (BRA) - Mejor Atacante - Natalia Pereira (BRA) - Mejor Bloqueador - Camila Monteiro (BRA) | - Mejor Sacadora - Kelly Murphy (USA) - Mejor Defensa - Kyoko Katashita (JAP) - Mejor Armadora - Miho Watanabe (JAP) - Mejor Recepción - Wang Qian (CHN) |

| Predecesor: Turquía 2005 | Campeonato Mundial de Voleibol Femenino Sub-20 Tailandia 2007 | Sucesor: México 2009 |

- Datos: Q2954076